# یافته‌های جدید در شیمی تجزیه
مجله یافته‌های جدید در شیمی تجزیه (انگلیسی: Trends in Analytical Chemistry) یکی از مجلات معتبر حوزه آنالیز شیمیایی است که توسط انتشارات الزویر چاپ می‌شود. مقالات این مجله از نوع مروری است.
آخرین ضریب تأثیر این مجله که در سال ۲۰۱۶ محاسبه شده برابر ۸٫۴۷ است.